# Longford megye
Longford megye Írország 32 megyéje közül az egyik. Leinster tartományban található és része a Midlands Régiónak. Longford városáról kapta a nevét. 32 megye közül 4. legkisebb területű és 2. legritkábban lakott megye.

## Földrajz
A megye nyugati oldalán a Shannon folyó folyik és a Lough Ree tóba ömlik. A megye északkeleti részén Erne folyó folyik, a megye belsejében a Lough tavak vannak. Megye tavas legelős területei legalacsonyabb terület, míg a legmagasabb pont északnyugaton a Carn Clonhugh 279m. A megye északi részének harmada dombos, míg a déli terület alacsonyabb, legeltetés szántás folyik.

## Történelem

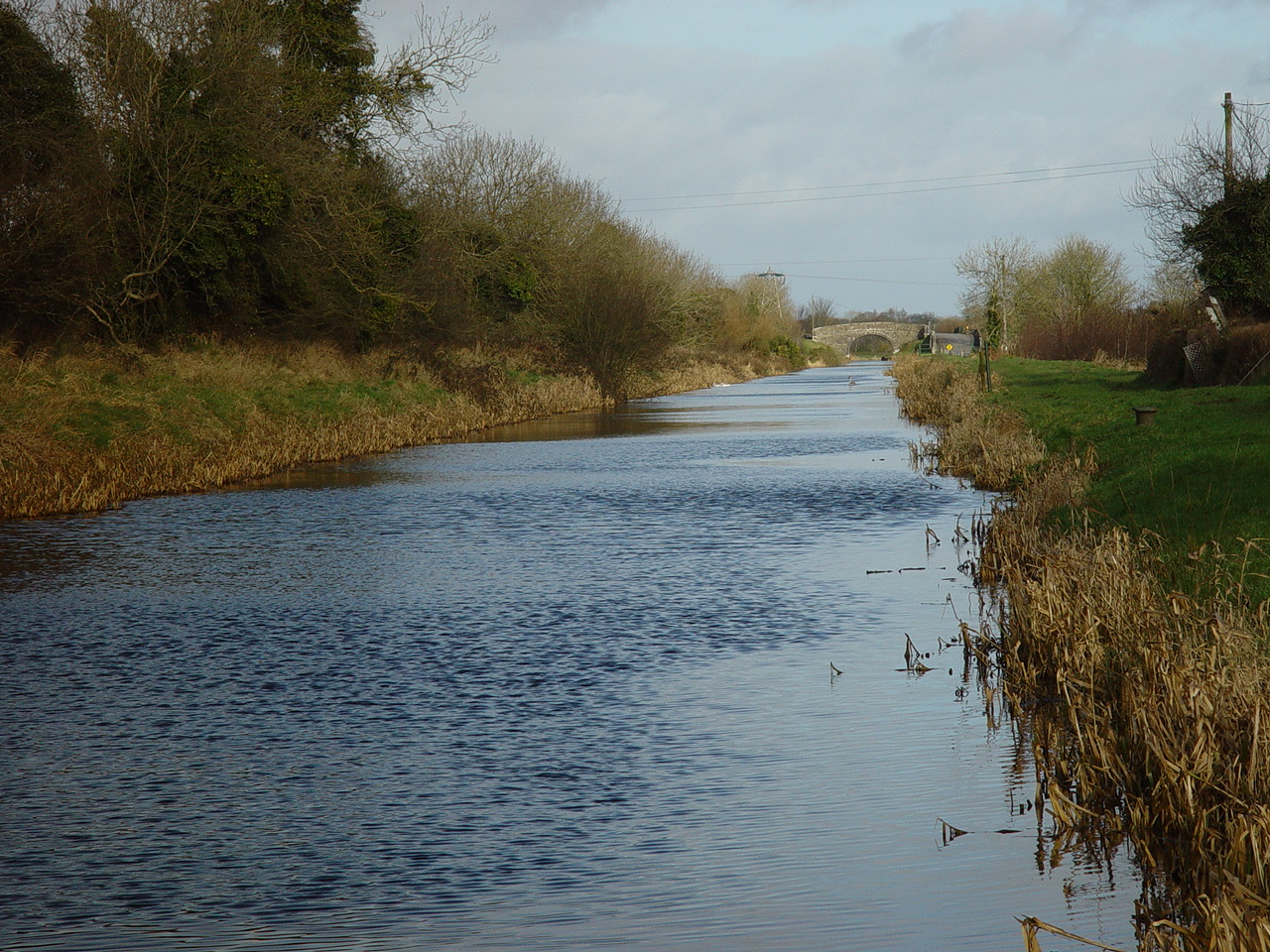
A királyi csatorna

A területen a Farrell klán alapította Annalyt, a középkori Írország uradalom központja volt. A normann invázió után a 12. században, Hugh de Lacy, Annalyt, Liberty a Meathhez csatolta. Angol település jött létre Granard, normann ciszterciek hozták létre és Ágostoni kolostorokat alapítottak, Ardagh, Abbeylara, Abbeyderg, Abbeyshrule. A 14. században az angol befolyás csökkent. 1315-ben Granardot, Edward Bruce hadserege kifosztotta. Hamarosan O'Farrells visszaszerezte a teljes ellenőrzést a terület fölött. A megye 1586-ban került I. Erzsébet uralma alá, de az angol szabályozás nem volt teljes mértékű, mígnem ki nem tört a kilencéves háború. I. Jakab 1608-ban Longford megyét Leinster tartományhoz csatolta (korábban Connacht tartományhoz tartozott), és 6 báróságra osztotta. 1620-as években a megyébe angol és skót földbirtokosokat települtek, sok O'Farrell birtokot koboztak el. 1650-es években Cromwell ültetvények jöttek létre. A megye az 1798-as lázadás egyik központja volt Humbert által vezetett francia expedíciós hadsereg, szeptember 8-án Ballinamuck falu mellett vereséget szenvedett Cornwallis által vezetett brit hadseregtől. A britek jelentősen megtorlást végeztek a megye lakóin. A forradalmi szellem ismét felélénkült az ír függetlenségi háborúban.

## Települések
- Abbeylara
- Abbeyshrule
- Ardagh
- Aughnacliffe
- Ballinamuck
- Ballymahon
- Brickeens
- Cloondara
- Colehill
- Drumlish
- Edgeworthstown
- Ennybegs
- Granard
- Keenagh
- Killashee
- Killoe
- Lanesborough
- Lisryan
- Longford
- Moydow
- Mullinalaghta
- Newtowncashel
- Newtownforbes
- Taghshinny